# Sant'Ambrogio di Torino

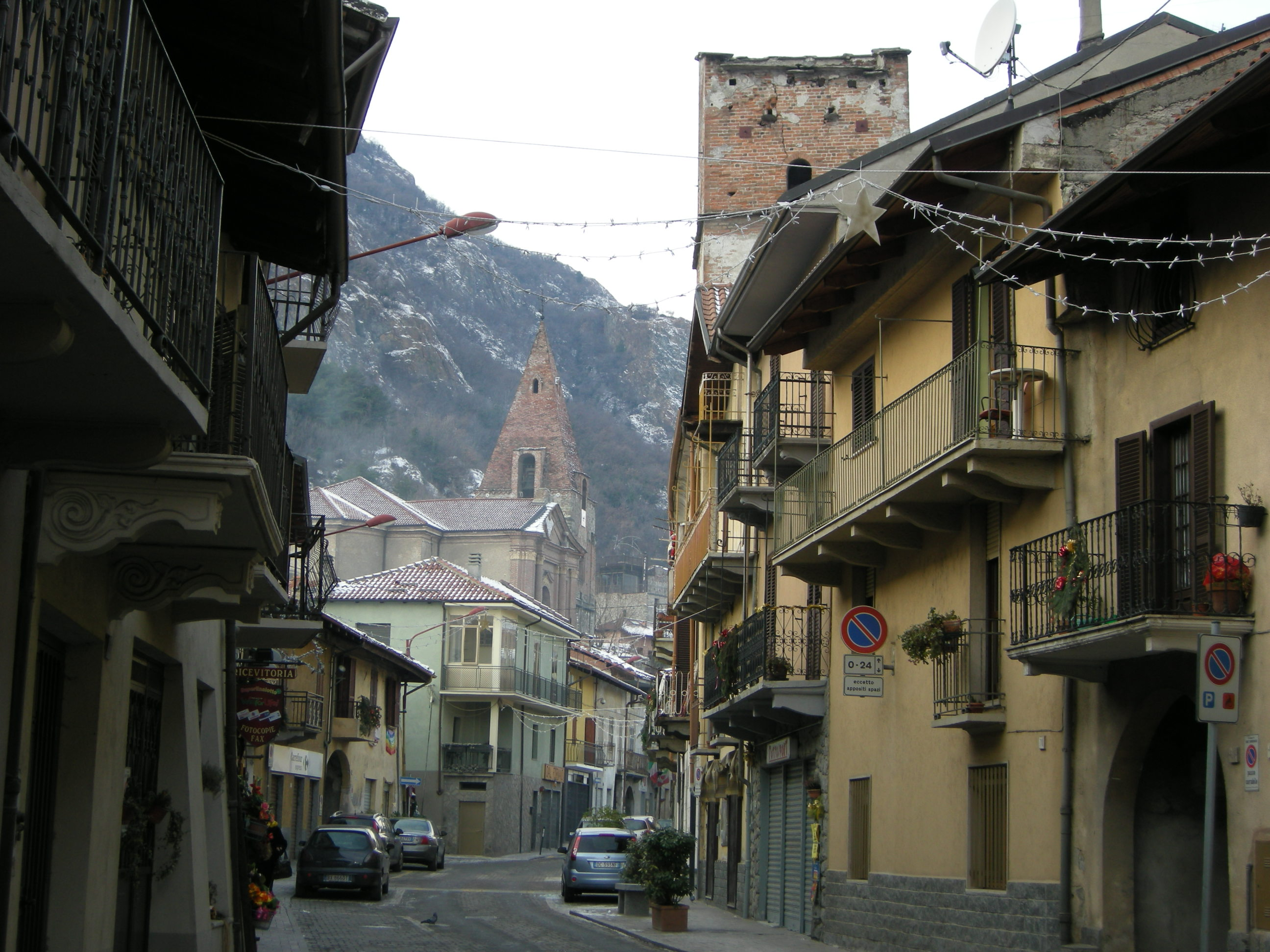
Via Umberto I°, centro de Sant'Ambrogio di Torino

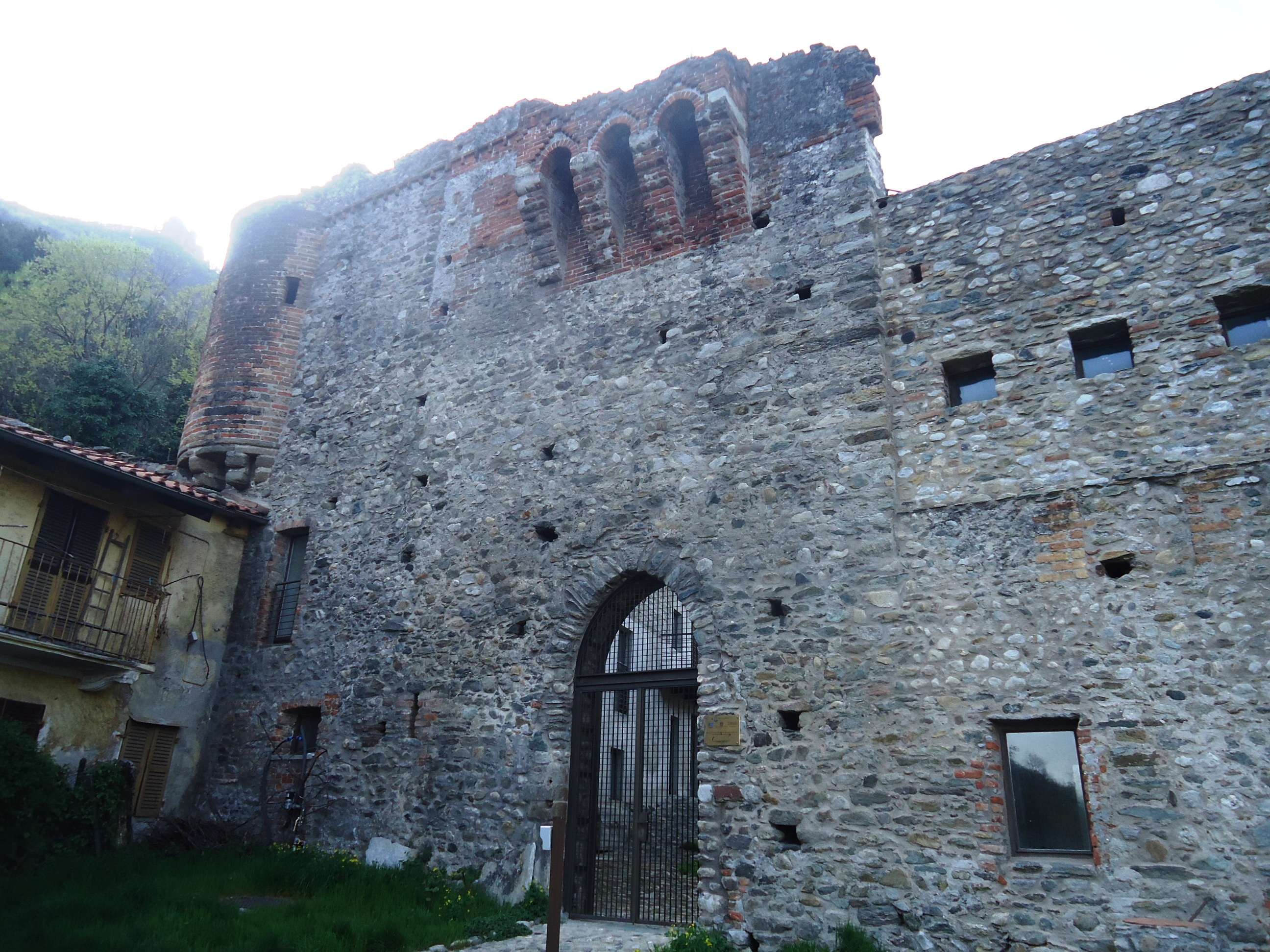
Palazzo Abbaziale di Sant'Ambrogio (1176)

Sant'Ambrogio di Torino es un municipio italiano situado en la ciudad metropolitana de Turín, en Piamonte. Tiene una población estimada, a fines de febrero de 2024, de 4546 habitantes.

## Lugares de interés
La localidad conserva aún numerosos testimonios medievales. En particular notable es el Palazzo Abbaziale di Sant'Ambrogio (1176).
Entre los edificios más recientes está el Edificio del Ayuntamiento (1871), en la Plaza XXV Aprile.
Hay numerosos edificios religiosos en la localidad. Entre ellos, el principal es la abadía milenaria de la Sacra di San Michele, construida en el período comprendido entre el año 983 y el año 987. También destacan la Iglesia Parroquial de San Giovanni Vicenzo, construida en 1763 por el arquitecto Bernardo Vittone; la iglesia de San Rocco, que data del siglo XVII, y la Capilla Madonna della Grazia, de 1720.
Del siglo XIII se conservan restos de una antigua iglesia romana, que se pueden apreciar en la Piazza IV Novembre.

## Evolución demográfica
| Gráfica de evolución demográfica de Sant'Ambrogio di Torino entre 1861 y 2024 |
|                                                                               |
| Fuente: ISTAT - Elaboración gráfica de Wikipedia                              |

## Adminstraciòn
- 1946-1954: Giacomo Ferrero
- 1954-1960: Vincenzo Blandino
- 1960-1965: Aldo Anselmetto
- 1965-1983: Vincenzo Blandino
- 1983-1990: Franco Lenta
- 1990-1995: Luciana Borello
- 1995-2004: Sergio Barone
- 2004-2009: Bruno Allegro
- 2009-2019: Dario Fracchia
- 2019-2024: Antonella Falchero
- 2024:          Silvano Barella